# Nauruische Badmintonnationalmannschaft
Die nauruische Badmintonnationalmannschaft repräsentiert Nauru in internationalen Badmintonwettbewerben. Als Mannschaft tritt sie dabei als reines Männerteam, reines Frauenteam oder gemischtes Team an, internationale Auftritte waren bisher jedoch selten.

## Teilnahme an Weltmeisterschaften
| Thomas Cup - keine Teilnahmen | Uber Cup - keine Teilnahmen | Sudirman Cup - keine Teilnahmen |

## Teilnahme an Ozeanienmeisterschaften
- Badminton-Ozeanienmeisterschaft 2014 - 6.